# George Osborne (9e duc de Leeds)
George Godolphin Osborne, 9e duc de Leeds (11 août 1828 - 23 décembre 1895) est un homme politique et pair britannique.

## Biographie
Il est le fils de George Osborne, 8e duc de Leeds et d'Harriet Emma Arundel Stewart, fille illégitime de Granville Leveson-Gower, 1er comte Granville. En 1872, il hérite des titres de son père.
Il est titré marquis de Carmarthen entre 1859 et 1872.

## Famille
Il épouse, le 16 janvier 1861, Frances Georgiana Pitt-Rivers (1836-1896), fille de George Pitt-Rivers, 4e baron Rivers et de Susan Georgiana Leveson-Gower. Ils ont neuf enfants.
- George Frederick Osborne, comte de Danby (4 novembre 1861 - 6 novembre 1861), célibataire, sans enfants ;
- George Osborne, 10e duc de Leeds (18 septembre 1862 - 10 mai 1927) épouse Katherine Lambton (5 septembre 1862 - 6 décembre 1952), dont descendance ;
- Francis Granville Godolphin Osborne (11 mars 1864 - 17 octobre 1924) épouse Blanche Ruth Brooke Tatton Greive (25 février 1869 - 13 mars 1956), sans descendance ;
- Albert Edward Godolphin Osborne (10 avril 1866 - 30 juin 1914), célibataire, sans enfants ;
- Dorothy Beatrix Godolphin Osborne (28 juillet 1867 - 16 juin 1922) épouse Henry Frederick Compton Cavendish (6 mai 1854 - 21 janvier 1928), dont descendance ;
- Alice Susan Godolphin Osborne (17 mai 1869 - 16 mars 1951) épouse William Francis Egerton (1er mars 1868 - 21 mars 1949), dont descendance ;
- Ada Charlotte Godolphin Osborne (30 mai 1870 - 9 avril 1944) épouse en premières noces William Hugh Spencer Wentworth FitzWilliam (10 janvier 1860 - 28 mars 1917) (dont descendance), puis épouse en secondes noces Harry Robert Boyd (1874 - 9 mars 1940) (sans descendance) ;
- Alexandra Louisa Godolphin Osborne (20 février 1872 - 19 janvier 1938) épouse Cecil Walter Paget, 2e baronnet de Sutton Bonington (19 octobre 1874 - 9 décembre 1936) (sans descendance), puis épouse en secondes noces Alfred William Sharpe Pocklington (3 avril 1873 - 28 juin 1934) (sans descendance) ;
- Constance Blanche Godolphin Osborne (8 juin 1875 - 18 juillet 1939) épouse Ernest Frederic George Hatch, 1er baronnet de Portland Place (12 avril 1859 - 17 août 1927), dont descendance[1].

## Distinctions

### Décorations britanniques
- Médaille du jubilé d'or de Victoria (21 juin 1887)